# Тимофеев, Александр Юрьевич
Алекса́ндр Ю́рьевич Тимофе́ев (род. 15 мая 1971 года, Невинномысск, Ставропольский край, РСФСР, СССР) — государственный и военный деятель подконтрольной России Донецкой Народной Республики. Министр доходов и сборов ДНР (2014—2018), исполняющий обязанности заместителя председателя Совета министров ДНР с 11 апреля 2016 года по 7 сентября 2018 года.
С 16 февраля 2015 года находится под персональными санкциями Евросоюза, США, Канады и ряда других стран

## Биография
Детство и отрочество Александра Тимофеева прошло в Донецке, куда в 1972 году переехали его родители по программе госраспределения выпускников вузов в СССР.
После окончания Донецкой городской средней общеобразовательной школы № 97 он некоторое время работал на донецком заводе «Норд».
В 1989 году поступил в Ташкентское высшее общевойсковое командное училище (отсюда и позывной «Ташкент», закрепившийся впоследствии за ним). Однако в 1991 году Узбекистан вышел из состава СССР, и всех курсантов поставили перед выбором: писать рапорт и оставаться служить в Узбекистане либо оставлять учёбу и выезжать в Россию. Пришлось продолжить обучение в Дальневосточном высшем общевойсковом командном училище (ДВОКУ) в Благовещенске, которое Александр окончил в 1993 году. После того около двух лет работал Начальником службы безопасности на алмазном заводе в Якутске.
В 1996 году вернулся в Донецк. В 1997 году Александром Тимофеевым была создана первая кабельная сеть в Донецке и основана компания «DonSatTV».
В 2007 году поступил в Донецкий институт предпринимательства (ДИП) и в 2012 году окончил его, получив квалификацию «менеджер экономики».
В событиях вооружённого конфликта на востоке Украины с самого начала принимает активное участие на стороне вооружённых формирований ДНР.
Своё первое боевое крещение прошёл 26 мая 2014 году в вооружённом столкновении в Донецком аэропорту.
Возглавлял штаб боевого подразделения «Оплот» с момента его основания.
2 ноября 2014 года избран депутатом Народного Совета ДНР от фракции Донецкая республика.
12 ноября 2014 года назначен Министром доходов и сборов ДНР.
11 апреля 2016 года назначен исполняющим обязанности заместителя Председателя Совета Министров ДНР. Координирует работу шести профильных министерств, работающих в экономическом блоке Донецкой Народной Республики.
23 сентября 2017 года в ДНР сообщили о покушении на Александра Тимофеева. Взрыв произошёл утром в центре Донецка, пострадали восемь человек. Тимофеев был доставлен в больницу в тяжёлом состоянии.
26 апреля 2018 года избран председателем общественной организации «Оплот Донбасса». 10 июня 2018 года председателем ОО «Оплот Донбасса» был избран Глава ДНР А. Захарченко. А. Тимофеев был избран заместителем председателя.
31 августа 2018 года был тяжело ранен при взрыве в кафе «Сепар» в Донецке (взрывом убиты глава ДНР Александр Захарченко и охранник Вячеслав Доценко), после взрыва поступали противоречивые сообщения о состоянии Тимофеева, сообщалось в том числе и о его смерти. Однако он 2 сентября 2018 года пришёл на прощание с Александром Захарченко, которое проходило в Донецком государственном академическом театре оперы и балета имени А. Б. Соловьяненко.
После назначения врио Главы республики Дениса Пушилина 7 сентября 2018 года освобождён от всех должностей, покинул территорию ДНР и уехал в Россию. Тимофеев обвинён одним из руководителей крупнейшего предприятия республики в присвоении 850 млн рублей. Тимофеев под покровительством Захарченко с помощью вооруженных отрядов забирал предприятия, вымогал взятки, захватывал угольные шахты, захватил транспортную компанию, сеть автозаправок и недвижимость в Донецке.
В 2022 году Хорошевский районный суд приговорил к 3,5 годам лишения свободы за мошенничество в особо крупном размере. Александр Тимофеев был признан виновным в том, что с октября 2020 по апрель 2021 года вместе с бывшим советником экс-премьера Украины Игорем Сосновским вымогали у бизнесмена Сергея Шпака $5 млн за прекращение в отношении него уголовного преследования.

## Награды и звания
- Герой Донецкой Народной Республики (2017)
- Медаль ««В ознаменование 10-летия Победы в Отечественной войне народа Южной Осетии» (21 августа 2018 года, Южная Осетия) — за вклад в развитие и укрепление дружественных отношений между народами Республики Южная Осетия и Донецкой Народной Республики и в связи с празднованием 10-й годовщины признания Российской Федерацией Республики Южная Осетия в качестве суверенного и независимого государства[13]
- Медаль «За мужество и доблесть» (2018, Республика Крым)[14]